# Politika Bosne i Hercegovine
Bosna i Hercegovina je jedinstvena u svijetu po svom državnom uređenju. Njeno uređenje je republičkog karaktera, iako ne funkcionira niti je definirana kao republika zbog složenog sustava, odnosno brojnih političkih jedinica na koje je podijeljena-entitete i distrikt. Jedan od entiteta funkcionira kao unitarna republika, a drugi kao federacija te je podijeljen na kantone/županije. Nezavisnost je stekla 1. ožujka 1992., nakon referenduma o nezavisnosti, te se izdvojila iz SFRJ kao što su to prethodno učinile Slovenija, Hrvatska i Makedonija. Formiranje Vijeća ministara BiH (vlade), predviđenog Ustavom, odvijalo se postupno, od 14. prosinca 1995. godine nakon potpisivanja Daytonskog mirovnog sporazuma, kojim je zaustavljen rat. Glavni grad države je Sarajevo.

## Ustav
Ustav Bosne i Hercegovine je ustvari Aneks 4 Daytonskog mirovnog sporazuma, potpisanog u Parizu 14. prosinca 1995. godine.
Mirovni sporazum je potpisan kako bi se okončao četverogodišnji rat, te stabiliziralo cijelo područje zahvaćeno sukobima. Ustavom se naglašava da Bosna i Hercegovina nastavlja pravni kontinuitet Republike Bosne i Hercegovine. Njime je definirana podjela vlasti na zakonodavnu, izvršnu i sudsku vlast, kao i političke strukture Bosne i Hercegovine. Ovaj ustav je zamijenio dotadašnji ustav Republike Bosne i Hercegovine, u kojem nisu definirane političke strukture, ali je i poništio dotadašnji ilegalni ustav Republike Srpske koji je priznavao nezavisnost Republike Srpske.
Ustav se od svog donošenja do danas pokazao nefunkcionalnim, prije svega zbog svoje skupe administracije, ali i zbog podijeljenosti prema entitetskom i etničkom principu koji često onemogućava funkcionalnost instutucija Bosne i Hercegovine. Jedan od uvjeta pristupanja Bosne i Hercegovine Europskoj uniji je bio reforma Ustava do 2010. što se nije dogodilo, a kojom bi se omogućio jeftiniji i funkcionalniji rad institucija. U travnju 2006. godine ponuđen je paket ustavnih promjena koji je odbijen u parlamentu zbog toga što je samo potvrdio Daytonski ustav uz neke manje preinake.

## Izvršna vlast

### Predsjedništvo Bosne i Hercegovine
Predsjedništvo Bosne i Hercegovine sastoji se od tri člana, iz svakog konstituivnog naroda po jedan, koji se izmjenjuju na mjestu predsjedatelja Predsjedništva svakih 8 mjeseci po principu rotiranja članova Predsjedništva što je suglasno Izbornom zakonu Bosne i Hercegovine. Njih izravno bira narod u svakom od entiteta: Federacija bira predstavnika Bošnjaka i predstavnika Hrvata, a Republika Srpska bira predstavnika Srba. Članovi Predsjedništva biraju se neposredno u svakom entitetu, u skladu s izbornim zakonom koji donosi Parlamentarna skupština. Član predsjedništva s najviše glasova obično postaje prvi predsjedatelj. Mandat jednog saziva Predsjedništva BiH traje četiri godine.
Predsjedništvo je ovlašteno za vođenje vanjske politike, imenovanje veleposlanika i drugih međunarodnih predstavnika, predstavljanje Bosne i Hercegovine u međunarodnim organizacijama i institucijama, vođenje pregovora za zaključenje međunarodnih ugovora i njihovu ratifikaciju, izvršavanje odluka Parlamentarne skupštine, podnošenje izvještaja o rashodima Predsjedništva i predlaganje godišnjeg proračuna Parlamentarnoj skupštini, te za koordinaciju rada tijela vlasti na državnoj razini. Predsjedništvo je ovlašteno i za Oružane snage Bosne i Hercegovine jer svaki član Predsjedništva, po službenoj dužnosti, vrši funkciju civilnog zapovjednika oružanih snaga. Predsjedništvo također ima pravo pomilovati osuđenike, na prijedlog Ministarstva pravde. Predsjedništvo mora provoditi sve odluke Parlamentarne skupštine Bosne i Hercegovine.

### Vijeće ministara Bosne i Hercegovine
Vijeće ministara Bosne i Hercegovine je najviši izvršni organ vlasti u Bosni i Hercegovini, te obavlja dužnost vlade. Sastoji se od 10 članova: 9 ministara i jednog predsjedajućeg. Zaduženo je za nadzor vanjske, gospodarske i fiskalne politike. Predsjedajućeg imenuje Predsjedništvo BiH, a ostale članove Vijeća ministara imenuje sam predsjedajući. Parlamentarna skupština zatim potvrđuje i odobrava sastav Vijeća ministara. Po Ustavu, s područja Federacije BiH ne može se imenovati više od dvije trećine svih ministara. Vijeće ministara predlaže zakone Parlamentarnoj skupštini, te provodi njene odluke. Trenutačno (2023.), predsjedajući Vijeća ministara je Borjana Krišto iz HDZ-BiH.

### Entiteti
Izvršnu vlast svakog entiteta čine predsjednik i dopredsjednik koji se rotiraju svakih šest mjeseci. Vladom Federacije Bosne i Hercegovine predsjedaju premijer i njegov zamjenik, a u sastavu su još dvanaest ministara i njihovi zamjenici, te dva ministra bez portfelja (lisnice). Vladom Republike Srpske predsjeda premijer, a sastav popunjavaju njegova četiri zamjenika i 17 ministara.

## Zakonodavna vlast
Parlamentarna skupština je najviše zakonodavno tijelo Bosne i Hercegovine. Zasjeda u Sarajevu. Sastoji se od dva doma: Zastupničkog doma i Doma naroda. Svaki dom ima predsjednika i dva zamjenika (jednog Srbina, jednog Hrvata i jednog Bošnjaka). Sve zakonodavne odluke donose se usvajanjem u oba doma Parlamentarne skupštine BiH. 

### Zastupnički dom
Zastupnički dom sastavljen je od 42 člana, od kojih su dvije trećine izabrane s teritorija Federacije (28 zastupničkih mjesta), a jedna trećina s teritorija Republike Srpske (14 zastupničkih mjesta). Mandat izabranih članova Parlamentarne skupštine BiH je do 2002. godine trajao dvije godine, a od 2002. traje četiri godine. Zastupnici se biraju izravno na Općim izborima. Da bi se određeni zakon usvojio u Zastupničkom domu potrebno je najmanje 2/3 glasova, te najmanje jedna polovina iz Federacije i Republike Srpske. Ovaj princip tzv. entitetskog glasanja je često neučinkovit za Bosnu i Hercegovinu, jer omogućava da 23% poslanika u Zastupničkom domu zaustavi usvajanje određenog zakona. 

### Dom naroda
Dom naroda sastoji se od 15 delegata, od kojih su dvije trećine iz Federacije (pet Hrvata i pet Bošnjaka) a jedna trećina iz Republike Srpske (5 Srba). Određeni zakon usvojen u Predstavničkom domu može se poništiti ako se ustvrdi da ugrožava vitalni nacionalni interes nekog konstitutivnog naroda.

### Entiteti
Zakonodavnu vlast na entitetskoj razini čine Parlament Federacije Bosne i Hercegovine i Narodna skupština Republike Srpske. Parlament Federacije je dvodomno zakonodavno tijelo Federacije Bosne i Hercegovine. Svaki dom ima predsjednika i dopredsjednika. Zastupnički dom ima 98 članova, a Dom naroda 80 članova, u koje spadaju 23 Bošnjaka, 23 Hrvata, 23 Srbina i 11 Ostalih. Članovi Parlamenta Federacije biraju se na četverogodišnji mandat. Narodna skupština Republike Srpske je jednodomno tijelo s 83 člana, a bira se narodnim glasovanjem u Republici Srpskoj po načelu proporcionalne zastupljenosti. Članovi se biraju na četverogodišnji mandat.
| Služba                                     | Ime                       | Stranka | Od                 |
| Visoki predstavnik                         | Christian Schmidt         |         | 1. kolovoza 2021.  |
| Članovi Predsjedništva                     | Denis Bećirović (Bošnjak) | SDP BiH | 16. studenog 2022. |
| Članovi Predsjedništva                     | Željka Cvijanović (Srbin) | SNSD    | 16. studenog 2022. |
| Članovi Predsjedništva                     | Željko Komšić (Hrvat)     | DF      | 20. studenog 2018. |
| Predsjedatelj Vijeća ministara             | Borjana Krišto (Hrvat)    | HDZ BiH | 28. prosinca 2022. |
| Predsjednik Federacije Bosne i Hercegovine | Lidija Bradara (Hrvat)    | HDZ BiH | 28. veljače 2023.  |
| Dopredsjednici                             | Refik Lendo (Bošnjak)     | SDA     | 28. veljače 2023.  |
| Dopredsjednici                             | Igor Stojanović (Srbin)   | SDP BiH | 28. veljače 2023.  |
| Premijer Federacije Bosne i Hercegovine    | Nermin Nikšić (Bošnjak)   | SDP BIH | 21. ožujka 2015.   |
| Predsjednik Republike Srpske               | Milorad Dodik (Srbin)     | SNSD    | 15. studenog 2022. |
| Dopredsjednici                             | Ćamil Duraković (Bošnjak) | Nez.    | 23. prosinca 2022. |
| Dopredsjednici                             | Davor Pranjić (Hrvat)     | HDZ BiH | 23. prosinca 2022. |
| Premijer Republike Srpske                  | Radovan Višković (Srbin)  | SNSD    | 18. prosinca 2018. |
| Gradonačelnik Brčko Distrikta              | Zijad Nišić (Bošnjak)     | SBiH    | 15. ožujka 2023.   |

## Sudska vlast
Ustavni sud BiH najviša je sudska instanca kad je riječ o ustavnopravnim pitanjima i u tom smislu donosi konačne i obvezujuće odluke. Broji devet članova: četiri člana bira Zastupnički dom Federacije Bosne i Hercegovine, a dva člana Skupština Republike Srpske. Preostala tri člana imenuje predsjednik Europskog suda za ljudska prava nakon dogovora s Predsjedništvom BiH.
Državni sud Bosne i Hercegovine ima nadležnost za slučajeve vezane uz pravo na državnoj razini, te prizivnu nadležnost za slučajeve pokrenute u entitetima. Ima tri odjela: kazneni, upravni i žalbeni. Kazneni pak odjel ima tri pododjela – Odjel I za ratne zločine, Odjel II za organizirani kriminal i Odjel III za opći kriminal. Upravni odjel ima parnični referat i jedno vijeće. Žalbeni odjel ima Odjel I za ratne zločine, Odjel II za organizirani kriminal, Odjel III za opći kriminal i žalbe na odluke Upravnog odjela. Na Sudu BiH trenutačno radi 39 sudaca, 23 domaća i 16 međunarodnih. Sudska vijeća sastavljena su od po tri sudca.
Svaki entitet ima Vrhovni sud i određeni broj nižih sudova. Federacija ima županijski sud i određeni broj općinskih sudova, a Republika Srpska ima pet općinskih sudova.

## Ured Visokog predstavnika
Ured Visokog predstavika Bosne i Hercegovine (OHR) je vodeća organizacija za civilni aspekt implementacije mira u BiH. Visoki predstavnik je u ime međunarodne zajednice zadužen nadgledati provedbu građanskih prava Daytonskog mirovnog sporazuma u Bosni i Hercegovini koji je potpisan 1995. godine. Visoki predstavnik također ima zadaću koordinirati aktivnosti međunarodnih civilnih organizacija i agencija koje djeluju u zemlji. OHR ima široke intervencijske ovlasti i može, primjerice, smjenjivati političare s položaja zbog kršenja odredaba sadržanih u Daytonskom sporazumu. Visokog predstavnika kandidira Upravni odbor Vijeća za provedbu mira (PIC), a odobrava Vijeće sigurnosti Ujedinjenih naroda. Europski parlament bira visokog predstavnika, a trenutni visoki predstavnik u Bosni i Hercegovini je Christian Schmidt, koji je na toj dužnosti zamijenio Valentina Inzka iz Austrije.

## Administrativna podjela
Bosna i Hercegovina je sastavljena od dva entiteta, Federacije Bosne i Hercegovine i Republike Srpske, te Distrikta Brčko koji ne pripada ni jednom od entiteta, nego se nalazi pod kontrolom državnih institucija i međunarodne zajednice. Entiteti su formirani temeljem Daytonskog sporazuma 1995. godine, zbog radikalnih promjena u etničkoj slici zemlje. U Republici Srpskoj ovo je većinom bilo zbog nasilnog etničkog čišćenja lokalnog bošnjačkog i hrvatskog stanovništva, a u dijelovima Federacije lokalnog srpskog stanovništva. Entiteti imaju svoju zakonodavnu, izvršnu i sudsku vlast.
Treću razinu političke podjele, uz državnu i entitetsku, čine županije (kantoni). Federacija Bosne i Hercegovine se sastoji od deset županija (kantona). Sve županije imaju vlade i druga tijela vlasti, sukladno Ustavu Federacije. Neke županije su etnički mješovite i imaju specijalna pravna rješenja kojim su zaštićena prava svih naroda.
Zadnja razina političke podjele Bosne i Hercegovine su općine. Zemlja se sastoji od 137 općina, od kojih su 74 u Federaciji Bosne i Hercegovine, a 63 u Republici Srpskoj. I općine također imaju vlade i specijalizirane službe, i uglavnom okružuju područje oko najznačajnijeg grada ili mjesta. Svaka županija se sastoji od nekoliko općina. Općine se dijele na mjesne zajednice.

## Izborni sustav
Izbori u Bosni i Hercegovini se održavaju svake četiri godine, te se dijele na opće i općinske izbore. Na općim izborima se biraju članovi Predsjedništva Bosne i Hercegovine, Predstavničkog doma Parlamentarne skupštine Bosne i Hercegovine, Predstavničkog doma Parlamenta Federacije BiH, Narodne skupštine RS, Predsjednik i potpredsjednici RS, Skupštine županija. Na općinskim izborima se biraju članovi gradskih vijeća Grada Mostara i Banja Luka, skupštine Brčko Distrikta BIH, općinskih vijeća/skupština opština i načelnici općina. 
Pravo glasa i da bude biran ima svaki državljanin Bosne i Hercegovine s navršenih 18 godina života. 
Na posljednjim općim izborima, u studenom 2006. godine, najuspješnijim su se pokazale političke stranke: Stranka demokratske akcije, Stranka za Bosnu i Hercegovinu, Savez nezavisnih socijaldemokrata, Socijaldemokratska partija Bosne i Hercegovine, Hrvatska demokratska zajednica Bosne i Hercegovine, Srpska demokratska stranka i Hrvatska demokratska zajednica 1990. U zemlji djeluje i veliki broj nevladinih organizacija, koje pokušavaju raditi na demokratizaciji društva, koje je i dvadest i jednu godina nakon završetka rata duboko podijeljeno po nacionalnoj, ali i socijalnoj osnovi.